# Klaus Kröll
Klaus Kröll (* 24. April 1980 in Öblarn) ist ein ehemaliger österreichischer Skirennläufer. Er war auf die Disziplinen Abfahrt und Super-G spezialisiert. Kröll gewann sechs Weltcuprennen und in der Saison 2011/12 den Abfahrtsweltcup. Darüber hinaus erzielte er drei Top-10-Platzierungen bei Weltmeisterschaften und Olympischen Spielen. Ebenso wurde er je zweimal Juniorenweltmeister und Österreichischer Meister. Mit 156 Abfahrtsrennen ist er Rekordhalter in dieser Weltcup-Disziplin.

## Biografie

### Anfänge
Klaus Kröll besuchte die Volksschule in seinem Heimatort Öblarn und anschließend die Hauptschule in Stein an der Enns. Nach einem einjährigen Intermezzo an der Landwirtschaftlichen Fachschule in Gröbming absolvierte er von 1995 bis 1999 die Skihandelsschule in Schladming. Kröll kam als 14-Jähriger in den steirischen Schülerkader und fuhr nach Erreichen des Alterslimits in der Saison 1995/1996 die ersten FIS-Rennen. Im nächsten Winter musste er verletzungsbedingt allerdings fast die gesamte Saison pausieren.
Kröll wurde 1998 in den Kader des Österreichischen Skiverbandes (ÖSV) aufgenommen und entwickelte sich schon früh zu einem Spezialisten für die schnellen Disziplinen Super-G und vor allem Abfahrt. Die ersten großen Erfolge feierte er bei den Juniorenweltmeisterschaften 1999 und 2000: 1999 gewann er in Pra-Loup die Goldmedaille in der Abfahrt und 2000 in Mont Sainte-Anne Gold im Super-G sowie Silber in der Abfahrt. In denselben Jahren wurde er Österreichischer Jugendmeister in der Abfahrt. Im Europacup zeigte er in diesen Jahren ebenfalls bereits gute Leistungen. Er erzielte mehrere Top-10-Platzierungen (darunter ein zweiter Platz in der Abfahrt von Falcade am 21. Jänner 1999) und kam in den Saisonen 1998/99 und 1999/2000 jeweils unter die besten zehn im Abfahrtsklassement. Der endgültige Durchbruch im Europacup gelang ihm in der Saison 2000/01. Mit zwei Siegen in den Abfahrten von Zauchensee und Sestriere und weiteren zwei Podestplätzen erreichte er punktegleich mit seinem Landsmann Norbert Holzknecht den zweiten Platz in der Abfahrtswertung. Damit sicherte er sich für den nächsten Winter einen Fixstartplatz im Weltcup sowie den Aufstieg in den A-Kader des ÖSV.

### Erste Erfolge im Weltcup
Seine ersten beiden Weltcuprennen hatte Kröll bereits im Winter 1999/2000 bestritten. Bei seinem Debüt in der Abfahrt von Chamonix am 8. Jänner 2000 gewann er als 30. den ersten Weltcuppunkt, zwei Monate später kam er im Super-G von Bormio allerdings nicht ins Ziel. Nachdem er im Winter 2000/2001 nur im Europacup gestartet war und sich einen Fixstartplatz im Weltcup erkämpft hatte, verlief sein eigentlicher Einstieg in den Weltcup in der Saison 2001/02 recht erfolgreich. In der ersten Saisonabfahrt am 8. Dezember 2001 in Val-d’Isère erreichte er den siebenten Rang und am Ende des Monats verfehlte er in der Abfahrt auf der Pista Stelvio in Bormio nur knapp seinen ersten Podestplatz. Nach weiteren Top-10-Ergebnissen stand Kröll am 14. Dezember 2002 erstmals auf dem Siegerpodium eines Weltcuprennens, als er hinter Stephan Eberharter Zweiter in der Abfahrt von Val-d’Isère wurde. Mit weiteren guten Resultaten gelang ihm in der Saison 2002/03 erstmals der Sprung unter die besten zehn im Abfahrtsweltcup. Bei Großereignissen kam er zunächst aber noch nicht zum Einsatz. Bei den Olympischen Winterspielen 2002 scheiterte er in der ÖSV-internen Qualifikation knapp an Christian Greber und bei den Weltmeisterschaften 2003 wurde er von der österreichischen Mannschaftsführung nicht aufgestellt, nachdem der als Qualifikation vorgesehene Trainingslauf abgesagt werden musste.
Im Weltcup erzielte Kröll in der Saison 2003/04, ab der er sich für mehrere Jahre fast ausschließlich auf die Abfahrt konzentrierte, weiterhin regelmäßig Top-10-Ergebnisse. Da er aber in der Saison 2004/05 etwas zurückfiel und ein vierter Platz in Bormio sein einziges Spitzenergebnis jenes Winters war, kam er auch bei den Weltmeisterschaften 2005 nicht zum Einsatz. Besser verlief wieder die Saison 2005/06, in der Kröll mit Platz zwei in der Abfahrt von Garmisch-Partenkirchen am 28. Jänner 2006 seinen zweiten Weltcup-Podestplatz erreichte. Nach einer gelungenen ÖSV-internen Qualifikation für den vierten Startplatz zur Abfahrt der Olympischen Winterspiele 2006 in Turin kam Kröll neben den Fixstartern Michael Walchhofer, Hermann Maier und Fritz Strobl nun auch zu seinem ersten Einsatz bei einem Großereignis. In der Olympiaabfahrt blieb er mit Rang 22 jedoch hinter seinen Erwartungen. Am Ende des Winters erlitt Kröll bei einem Sturz in Åre einen Bruch des Schienbeinkopfes und weitere Verletzungen, aufgrund derer er drei Monate pausieren musste. In der Saison 2006/07 fuhr Kröll in drei Weltcupabfahrten unter die schnellsten zehn, für eine Teilnahme an den Weltmeisterschaften 2007 reichte dies jedoch nicht. Am 29. Februar 2008 stand er mit einem dritten Platz in der Abfahrt von Kvitfjell zum dritten Mal auf dem Podest, womit er auch erstmals seit fünf Jahren wieder unter die besten zehn im Abfahrtsweltcup kam. Zudem wurde er 2008 Österreichischer Meister in der Abfahrt.

### An der Weltspitze
Nachdem Kröll in den letzten sechs Jahren im Weltcup bereits zahlreiche Top-10-Ergebnisse und mehrere Podestplatzierungen erreicht hatte, ihm aber der endgültige Durchbruch noch nicht gelungen war, schloss er in der Saison 2008/09 an die absolute Weltspitze auf. Neben der Abfahrt startete er nun auch wieder regelmäßig im Super-G, nachdem er in den letzten fünf Jahren nur an zwei Weltcup-Super-G teilgenommen hatte. Im Super-G gelang ihm schließlich auch der erste Weltcupsieg, als er am 23. Jänner 2009 auf der Streif in Kitzbühel 22 Hundertstelsekunden schneller als der Zweitplatzierte Aksel Lund Svindal war, obwohl sich Kröll acht Tage zuvor bei einem Sturz im Training zur Weltcupabfahrt in Wengen drei Handwurzelknochen gebrochen hatte und mit einer Spezialmanschette starten musste. Am nächsten Tag wurde er Dritter in der Hahnenkamm-Abfahrt, nachdem er als Zweiter der Abfahrt von Bormio vier Wochen zuvor erstmals in diesem Winter auf dem Podest gestanden war. Mit diesen Resultaten hatte er sich in beiden Disziplinen auch klar für eine Teilnahme an den Weltmeisterschaften 2009 in Val-d’Isère qualifiziert, wo der Medaillenanwärter mit Platz neun in der Abfahrt und Rang zehn im Super-G allerdings nicht ganz an die Spitze herankam. Einen Monat nach der WM feierte Kröll in der Abfahrt von Kvitfjell seinen zweiten Weltcupsieg, womit er hinter Michael Walchhofer den zweiten Platz im Abfahrtsweltcup erreichte.
An die Weltcuperfolge des Vorjahres konnte Kröll im Winter 2009/10 nicht anschließen. Ein dritter Platz in der Abfahrt von Kvitfjell war sein bestes Saisonergebnis, nur weitere zwei Mal fuhr er unter die besten zehn, im Super-G kam er in keinem Rennen unter die schnellsten 15. In der Saison 2010/11 fand Kröll aber wieder zurück an die Weltspitze. Er feierte am 15. Jänner 2011 in der Lauberhornabfahrt in Wengen seinen dritten Weltcupsieg, erreichte in Abfahrt und Super-G drei weitere Podestplätze und wurde Dritter im Abfahrtsweltcup. Bei Großereignissen gelang ihm aber weiterhin nicht der Sprung auf das Podest. War er bei den Olympischen Winterspielen 2010 Neunter in der Abfahrt geworden, belegte er bei den Weltmeisterschaften 2011 in Garmisch-Partenkirchen den elften Platz in dieser Disziplin. Im Super-G war er beide Male nicht am Start, da auch in der Saison 2010/2011 seine Super-G-Ergebnisse im Vorfeld der WM nicht für eine Aufstellung gereicht hatten.
Die Saison 2011/12 wurde zu Krölls erfolgreichster im Weltcup. Er gewann einen Super-G und zwei Abfahrten und erzielte in drei weiteren Abfahrten Podiumsplatzierungen. Damit gewann er in der Abfahrt zum ersten Mal in seiner Karriere einen Disziplinenweltcup, lediglich sieben Punkte vor dem Schweizer Beat Feuz. Im Super-G fuhr er neben seinem Sieg dreimal unter die schnellsten fünf, womit er im Super-G-Weltcup Fünfter wurde und neben der Abfahrt auch in dieser Disziplin sein bestes Gesamtergebnis erreichte. Kurz nach Saisonende verletzte sich Kröll beim Motocrossfahren am rechten Fuß. Nach einer Operation musste er mehrere Monate pausieren, erst Anfang Oktober konnte er wieder mit dem Schneetraining beginnen.

### Verletzung, Comeback und Karriereende
Schon zu Beginn des nächsten Weltcupwinters 2012/13 stand Kröll in der ersten Abfahrt in Lake Louise als Dritter wieder auf dem Podest. Mit drei weiteren Podestplätzen in Wengen, Garmisch-Partenkirchen und Kvitfjell belegte er schließlich den zweiten Platz in der Disziplinenwertung. Den angestrebten Medaillengewinn bei den Weltmeisterschaften 2013 verpasste er als Vierter der Abfahrt knapp. Am 14. März 2013 stürzte Kröll beim Super-G in Lenzerheide (seinem letzten Rennen der Saison) schwer; er zog sich dabei einen Bruch des linken Oberarms mit Beteiligung des Oberarmkopfes zu. Zu Beginn der Saison 2013/14 fuhr Kröll in der ersten Abfahrt von Lake Louise auf den zweiten Platz. Er konnte dieses Niveau jedoch nicht weiter halten. Im weiteren Verlauf des Winters kam er, eingeschränkt durch die Folgen des Sturzes in Lenzerheide, nicht über einen 14. Platz hinaus.
Am 17. Dezember 2016 bestritt Kröll in Gröden seine 150. Weltcup-Abfahrt in Serie, was angesichts des hohen Verletzungsrisikos im alpinen Skirennsport eine Besonderheit darstellt. Bei der Abfahrt am 24. Februar 2017 in Kvitfjell bestritt er seine 155. Weltcupabfahrt, womit er den bestehenden Rekord von Kristian Ghedina egalisierte. Am Tag darauf überbot er diese Marke und ist nun alleiniger Rekordhalter. Bemerkenswert ist, dass er von seinen 156 bestrittenen Weltcup-Abfahrten 155 in Serie absolvierte. Da sich Kröll nicht für das Weltcupfinale qualifizieren konnte, war die 156. Abfahrt zugleich seine letzte. Er beendete am selben Tag seine Karriere.

## Erfolge

### Olympische Spiele
- Turin 2006: 22. Abfahrt
- Vancouver 2010: 9. Abfahrt
- Sotschi 2014: 22. Abfahrt

### Weltmeisterschaften
- Val-d’Isère 2009: 9. Abfahrt, 10. Super-G
- Garmisch-Partenkirchen 2011: 11. Abfahrt
- Schladming 2013: 4. Abfahrt

### Weltcupwertungen
| Saison  | Gesamt | Gesamt | Abfahrt | Abfahrt | Super-G | Super-G |
| Saison  | Platz  | Punkte | Platz   | Punkte  | Platz   | Punkte  |
| ------- | ------ | ------ | ------- | ------- | ------- | ------- |
| 1999/00 | 134.   | 1      | 60.     | 1       | -       |         |
| 2000/01 | -      | -      | -       | -       | -       | -       |
| 2001/02 | 33.    | 248    | 16.     | 205     | 24.     | 43      |
| 2002/03 | 27.    | 325    | 10.     | 317     | 50.     | 8       |
| 2003/04 | 29.    | 290    | 12.     | 290     | -       | -       |
| 2004/05 | 46.    | 155    | 20.     | 155     | -       | -       |
| 2005/06 | 32.    | 283    | 12.     | 216     | 25.     | 67      |
| 2006/07 | 48.    | 158    | 21.     | 158     | -       | -       |
| 2007/08 | 41.    | 232    | 8.      | 232     | -       | -       |
| 2008/09 | 12.    | 566    | 2.      | 424     | 8.      | 142     |
| 2009/10 | 35.    | 214    | 12.     | 164     | 25.     | 50      |
| 2010/11 | 10.    | 579    | 3.      | 411     | 12.     | 168     |
| 2011/12 | 7.     | 909    | 1.      | 605     | 5.      | 304     |
| 2012/13 | 12.    | 485    | 2.      | 381     | 14.     | 104     |
| 2013/14 | 43.    | 177    | 17.     | 160     | 37.     | 17      |
| 2014/15 | 64.    | 104    | 22.     | 104     | -       | -       |
| 2015/16 | 63.    | 154    | 23.     | 145     | 51.     | 9       |
| 2016/17 | 95.    | 55     | 28.     | 55      | -       | -       |

### Weltcupsiege
Kröll erzielte 24 Podestplätze, davon 6 Siege:
| Datum           | Ort       | Land       | Disziplin |
| --------------- | --------- | ---------- | --------- |
| 23. Jänner 2009 | Kitzbühel | Österreich | Super-G   |
| 7. März 2009    | Kvitfjell | Norwegen   | Abfahrt   |
| 15. Jänner 2011 | Wengen    | Schweiz    | Abfahrt   |
| 3. Februar 2012 | Chamonix  | Frankreich | Abfahrt   |
| 2. März 2012    | Kvitfjell | Norwegen   | Super-G * |
| 3. März 2012    | Kvitfjell | Norwegen   | Abfahrt   |

* zeitgleich mit Beat Feuz

### Europacup
- Saison 2000/01: 2. Abfahrtswertung
- 6 Podestplätze, davon 2 Siege

### Juniorenweltmeisterschaften
- Pra-Loup 1999: 1. Abfahrt
- Québec 2000: 1. Super-G, 2. Abfahrt

### Weitere Erfolge
- Österreichischer Meister in der Abfahrt 2008 und im Super-G 2010
- Österreichischer Jugendmeister (Jugend II) in der Abfahrt 1999 und 2000
- 2 Siege in FIS-Rennen